# Platysiagum
Platysiagum è un genere di pesci ossei estinto, di incerta collocazione sistematica. Visse tra il Triassico medio e il Giurassico inferiore (circa 244 – 190 milioni di anni fa) e i suoi resti fossili sono stati ritrovati in Europa e in Asia. 

## Descrizione
Questo pesce era di piccole dimensioni, e possedeva un corpo allungato e fusiforme. Le specie variavano dai 7 ai 15 centimetri di lunghezza. La pinna caudale era profondamente biforcuta ed eterocerca. La testa, dal muso corto, era caratterizzata da un preopercolo grande e largo, e da una mascella con una placca posteriore lunga e stretta. Le scaglie del margine dorsale appena prima della pinna caudale erano molto allungate. Le scaglie, di forma rettangolare, erano dotate di un margine posteriore seghettato. 

## Classificazione
Platysiagum venne descritto per la prima volta nel 1872 da Egerton, sulla base di fossili provenienti da Lyme Regis (Inghilterra) e risalenti al Giurassico inferiore; la specie tipo è Platysiagum sclerocephalum. Successivamente a questo genere è stata attribuita anche la specie P. minus, solitamente di dimensioni minori e più antica, risalente al Triassico medio e proveniente dai giacimenti di Besano e Monte San Giorgio tra Svizzera e Italia. Scoperte più recenti avvenute in Cina hanno identificato un'altra specie, P. sinensis, anch'essa risalente al Triassico medio.
La classificazione di Platysiagum è complessa poiché questo animale presenta un misto di caratteristiche antiquate (preopercolo, mascella, scaglie allungate prima della coda), derivate (struttura delle pinne e delle scaglie) e intermedie (la copertura delle branchie). Variamente classificato come un peltopleuriforme, un antenato degli olostei, un paleoniscoide o un perleidiforme, Platysiagum rimane una forma enigmatica; studi più recenti grazie a fossili provenienti dalla Cina indicherebbero che Platysiagum e altri generi affini (Helmolepis e Caelatichthys) siano in realtà vicini al gruppo dei Neopterygii, il grande gruppo che comprende i pesci ossei più derivati (Wen et al., 2018). 

## Paleobiologia
Probabilmente Platysiagum cacciava piccole prede che catturava dopo un veloce inseguimento, come indicato dalla potente pinna caudale. I denti piccoli e le mascelle deboli, tuttavia, farebbero supporre che le prede di questo pesce dovessero essere piuttosto deboli. 